# 帕皮沃達 (涅任區)
51°0′11″N 32°0′26″E / 51.00306°N 32.00722°E
帕皮沃達（烏克蘭語：Паливода），是烏克蘭北部的村莊，隸屬切爾尼希夫州的尼任區。該村始建於1696年，面積0.53平方公里，海拔高度125米，2001年人口139，人口密度每平方公里262.3人。